# Паата Гамцемлідзе
Паата Гамцемлідзе (нар. 6 січня 1975) — грузинський футболіст, захисник та півзахисник.

## Життєпис
Дорослу футбольну кар'єру розпочав у 1990 році в складі клубу «Шевардені-1906», який стартував у першому незалежному чемпіонаті Грузії. Сезон 1991/92 років провів у складі тбіліського Динамо, але через величезну конкуренцію в столичному клубі на поле майже не виходив (зіграв 2 матчі в грузинському чемпіонаті). Наступного року виступав у «Гурії», в складі якої провів 2 з половиною сезони, зіграв 70 матчів та відзначився 10-ма голами. Під час зимової перерви сезону 1994/95 років приєднався до вищолігового українського клубу «Темп» (Шепетівка). Дебютував у футболці шепетівського колективу 12 травня 1995 року в програному (0:1) домашньому поєдинку 27-о туру вищої ліги проти київського «Динамо». Паата вийшов на поле в стартовому складі, а на 65-й хвилині його замінив Сергій Барановський. У чемпіонаті України зіграв 3 матчі.
Сезон 1997/98 років відіграв у складі клубів «Горда» (Руставі) та «Локомотив» (Тбілісі). У 1999 році виїхав до Вірменії, де протягом року захищав кольори місцевого ФК «Єревану» (4 матчі, 1 гол). У 2000 році повернувся до тбіліського «Локомотиву», але наступний сезон розпочав у складі «Сіоні». Під час зимової перерви сезону 2000/01 років перейшов «Мілані» (Цнорі), в якому відіграв півтора сезони. У 2002 році захищав кольори «Цхінвалі» (Тбілісі).
У 2003 році втретє в кар'єрі виїхав за кордон, цього разу в Казахстан, де підписав контракт з місцевим вищоліговим «Батисом» (Уральськ). Дебютував у складі уральського клубу 15 квітня 2003 року в програному (1:2) домашньому поєдинку 2-о туру казахстанської Суперліги проти актюбинського «Актобе-Ленто». Гамцемлідзе вийшов на поле на 56-й хвилині, замінивши Антона Назарікова. Єдиним голом у футболці «Батиса» відзначився 5 липня 2003 року на 80-й хвилині програного (1:2) домашнього поєдинку 1/8 фіналу кубку Казахстану проти «Кайсара». Паата вийшов на поле в стартовому складі та відіграв увесь матч. Загалом у Суперлізі зіграв 16 матчів, ще 1 поєдинок (1 гол) провів у кубку Казахстану.
З 2003 по 2005 рік виступав у друголігових грузинських клубах «Према» (Тбілісі) та «Тріалета» (Цалка). Сезон 2005/06 років провів у складі вищолігового ФК «Цхінвалі» (Тбілісі). У 2007 році приєднався до першолігового «Магароелі» (Чіатура), в складі якого в 2008 році завершив кар'єру футболіста. В останній сезон своєї кар'єри зіграв 25 матчів та відзначився 3-а голами.